# Bajofondo Remixed
Bajofondo Remixed es un álbum de Bajofondo, que incluye pistas remezcladas de los álbumes Bajofondo Tango Club y Supervielle, remezclados en Buenos Aires, Montevideo, Córdoba, París y New York durante el año 2005.

## Listado de pistas
1. "Perfume" (Calvi & Neill zurdo jazz remix) - 7:55
2. "Pulso" (Alexkid remix) – 5:42
3. "Montserrat" (Capri remix) – 6:19
4. "Leonel el feo" (Romina Cohn & Carlos Shaw remix) – 5:49
5. "Perfume" (Calvi & Neill bouquet remix) – 5:18
6. "Pulso" (Omar remix) – 5:10
7. "Decollage" (Cristóbal Paz & Leo Di Giusto remix) – 5:31
8. "Miles de pasajeros" (Omar remix) – 4:02
9. "Mateo y cabrera" (Mercurio remix) – 4:44
10. "Mi corazón" (Castelli remix) – 7:20
11. "Miles de pasajeros" (Androoval remix) – 6:37
12. "Los tangueros" (Castelli & Ackerman remix) – 	7:19

- Datos: Q4848928